# Баррера, Леандро
Леандро Иван Баррера (исп. Leandro Iván Barrera; род. 22 февраля 1991, Годой-Крус, Аргентина) — аргентинский футболист, нападающий клуба «Спортиво Пеньяроль».

## Клубная карьера
Баррера начал профессиональную карьеру в клубе «Архентинос Хуниорс». В 2010 году он был включен в заявку основной команды. 7 августа в матче против «Уракан» Леандро дебютировал в аргентинской Примере, заменив во втором тайме Андреса Ромеро. 18 сентября 2011 года в поединке против «Эстудиантеса» Баррера забил свой первый гол за «Архентинос Хуниорс». В своём втором сезоне он завоевал место в основе. 6 марта 2014 года Леандро на правах аренды перешёл в американский «Чивас США». В MLS он дебютировал 9 марта в матче стартового тура сезона 2014 против «Чикаго Файр». 12 июля в поединке против канадского «Ванкувер Уайткэпс» Леандро забил свой первый гол за «Чивас».
10 декабря 2014 года Баррера был выбран клубом «Сан-Хосе Эртквейкс» на драфте отказов MLS. Клуб подписал контракт с игроком 11 февраля 2015 года. 5 апреля в матче против «Реал Солт-Лейк» он дебютировал за «Квейкс», заменив во втором тайме Виктора Бернардеса. Баррера не имел регулярной игровой практики в «Сан-Хосе», в сезоне 2015 он сыграл в шести матчах, и только в одном из них вышел в стартовом составе. 3 февраля 2016 года Баррера вернулся на родину, отправившись в аренду в «Сан-Мартин де Сан-Хуан» до конца года, но в августе его аренда продолжилась в «Чакарита Хуниорс».
25 июня 2018 года Баррера перешёл в клуб чемпионата Португалии «Маритиму», подписав трёхлетний контракт.